# الشفافية في التسلح
إن الشفافية في التسلح (TIA) هو برنامج لتقديم التقارير عن مراقبة الأسلحة وضعته الجمعية العامة للأمم المتحدة في 9 ديسمبر 1991 بموجب قرار الأمم المتحدة 46/36L. وهو يدعو الدول الأعضاء في الأمم المتحدة إلى تقديم التقارير السنوية عن الواردات والصادرات وحيازة الأسلحة في سبع فئات: دبابات القتال والمركبات القتالية المدرعة ونظم المدفعية من العيار الكبير وطائرات الهليكوبتر الهجومية والطائرات المقاتلة والسفن الحربية والصواريخ وقاذفات الصواريخ. وليس مطلوبًا من الدول الأعضاء تقديم التقارير ولكن من المستحسن بشدة تقديمها. ويتم إرسالها إلى الأمين العام للأمم المتحدة ويتم الاحتفاظ بها في سجل الأسلحة التقليدية التابع للأمم المتحدة (UNCAR).
لم تكن عملية تقديم التقارير متسقة، فقد قامت 170 دولة على الأقل من الدول الأعضاء وثلاثة دول غير أعضاء بتقديم التقارير مرة واحدة على الأقل منذ أن بدأت عملية تقديم التقارير. ومع ذلك، في 2010، لم يتم استلام إلا 72 تقريرًا محليًا فقط. ويُعد أعلى معدل للامتثال هو ما أظهرته الدول الأعضاء في منظمة الأمن والتعاون في أوروبا (OSCE)وذلك لأن البيانات التي يطلبها برنامج الشفافية في مجال التسلح تكون مماثلة لتلك التي تطلبها المبادرات الأخرى لـمراقبة الأسلحة التابعة لمنظمة OSCE.